# Alan Dzjusojev
Alan Dzhusoev, född 7 april 1992 i Omsk,  är en rysk bandyspelare som spelar för AIK Bandy. Han slog igenom i Jenisej från Krasnojarsk där han började spela seniormatcher 2010. Mellan åren 2010 och 2016 blev Dzhusoev rysk mästare tre gånger med klubben. 2016 värvades han till svenska Sandvikens AIK. I samband med övergången beskrevs mittfältaren Dzhusoev som en av världens bästa tvåvägsspelare.
Han hade vid 24 års ålder deltagit i fem världsmästerskap och vunnit fyra VM-guld i rad. Efter turneringen i Uljanovsk, som Ryssland vann, blev Alan Dzhusoev utsedd till bästa mittfältare.
2017/18 inledde han i Jenisej men lämnade klubben i december efter en konflikt med klubben. Han fortsatte säsongen i Hammarby IF.
Alan Dzhusoev anslöt till ryska mästarna SKA Neftyanik inför säsongen 2018/19, där han spelade i två säsonger och blev mästare första året.
Den 29 maj 2020 blev det officiellt att världsstjärnan Alan Dzhusoev ansluter till AIK Bandy.

## Statistik
| Säsong  | Klubb   | Liga             | Matcher | Mål | Assists | Poäng |
| ------- | ------- | ---------------- | ------- | --- | ------- | ----- |
| 2009/10 | Jenisej | Ryska Superligan | 1       | 0   | 0       | 0     |
| 2010/11 | Jenisej | Ryska Superligan | 19      | 0   | 0       | 0     |
| 2011/12 | Jenisej | Ryska Superligan | 30      | 6   | 6       | 12    |
| 2012/13 | Jenisej | Ryska Superligan | 29      | 10  | 4       | 14    |
| 2013/14 | Jenisej | Ryska Superligan | 31      | 10  | 28      | 38    |
| 2014/15 | Jenisej | Ryska Superligan | 24      | 15  | 18      | 33    |
| 2015/16 | Jenisej | Ryska Superligan | 28      | 25  | 40      | 65    |